# Lamproderma
Lamproderma é um gênero de bolores limosos da família Lamprodermataceae. Até 2021, havia 55 espécies descritas dentro do gênero.

## Espécies
- Lamproderma acanthosporum
- Lamproderma aeneum
- Lamproderma alexopouli
- Lamproderma andinum
- Lamproderma anglicum
- Lamproderma arcyrioides
- Lamproderma argenteobrunneum
- Lamproderma cacographicum
- Lamproderma collinsii
- Lamproderma columbinum
- Lamproderma cristatum
- Lamproderma cucumer
- Lamproderma debile
- Lamproderma disseminatum
- Lamproderma echinosporum
- Lamproderma echinulatum
- Lamproderma elasticum
- Lamproderma gracile
- Lamproderma granulosum
- Lamproderma griseum
- Lamproderma guadarramicum
- Lamproderma gulielmae
- Lamproderma hieroglyphicum
- Lamproderma kowalskii
- Lamproderma latifilum
- Lamproderma laxum
- Lamproderma lycopodiicola
- Lamproderma macrosporum
- Lamproderma maculatum
- Lamproderma magniretisporum
- Lamproderma meyerianum
- Lamproderma mucronatum
- Lamproderma muscicola
- Lamproderma muscorum
- Lamproderma nigrescens
- Lamproderma nordica
- Lamproderma ovoideoechinulatum
- Lamproderma ovoideum
- Lamproderma piriforme
- Lamproderma pseudomaculatum
- Lamproderma pulchellum
- Lamproderma pulveratum
- Lamproderma puncticulatum
- Lamproderma retirugisporum
- Lamproderma sauteri
- Lamproderma scintillans
- Lamproderma spinisporum
- Lamproderma spinulosporum
- Lamproderma splendens
- Lamproderma splendidissimum
- Lamproderma thindianum
- Lamproderma tuberculosporum
- Lamproderma verrucosum
- Lamproderma yamamotoi
- Lamproderma zonatum